# Трајанов пут
Трајанов пут се пружао обалом Дунава целом дужином кроз Ђердапску клисуру, пратећи данашњу природну границу између Србије и Румуније.

## Изградња пута
Трајанов обалски пут дуж Дунава, кроз дунавске клисуре је био, због техничке захтевности један од већих градитељских подухвата римске империјалне епохе.
С обзиром на невиђено тешке природне услове, као и техничке карактеристике изградња римског пута кроз клисуре Дунава је трајала дуго и то није био подухват само цара Трајана, већ и Тиберија, Клаудија и Флавија пре њега.
Пут је пратио ток Дунава и стриктно се држао десне стране обале реке и у његовим клисурама Горњој и Доњој клисури.
Пут је изведен кроз саме клисуре, чак и на местима где није било природних копнених веза. Основна стаза пута, највеће ширине око 2 m била је усечена у стену и затим проширена помоћу дрвених четвртастих греда, одговарајућих димензија, које су постављане симетрично, под одговарајућим угловима високо изнад дубоке и снажне речне струје.
Цео пут је био обезбеђен већим или мањим војним положајима и инсталацијама.
Због саме сложености овог подухвата изглед овог сектора је представљен и на чувеном Трајановом стубу, римском рељефу, подигнутом 113. године  у славу императора Трајана који се налази у Риму.

## Намена пута
Пут се налазио уз саму природну границу са варварима, па је самим тим служио за надзор, али и као речно – копнена сигурна веза за безбедно и несметано одвијање саобраћаја, људи и робе између римских станица и утврђења као римски лимес. Додатну предност овог пута је чинио и систем тврђава који је штитио границу Царства.

## Пут данас
Пут је био у функцији и одржаван је скоро 2.000 година, све до 1970. године, када је пут, баш као и читава обала са локалитетима потопљен високим водама Дунава и ђердапских акумулација Ђердап I и Караташ.
Те године је и Трајанова табла измештена и подигнута за неких 25 метара како би била изнад нивоа Дунава.
Император Трајан је као и његови претходници своје градитељске подвиге на најопаснијем сектору овековечио комеморативним плочама са натписима, од којих су сачуване чувена Трајанова табла, док се копије два царска натписа, Клаудија и Домицијана чувају у Археолошком музеју Ђердапа у Кладову.